# Haus zum Turm

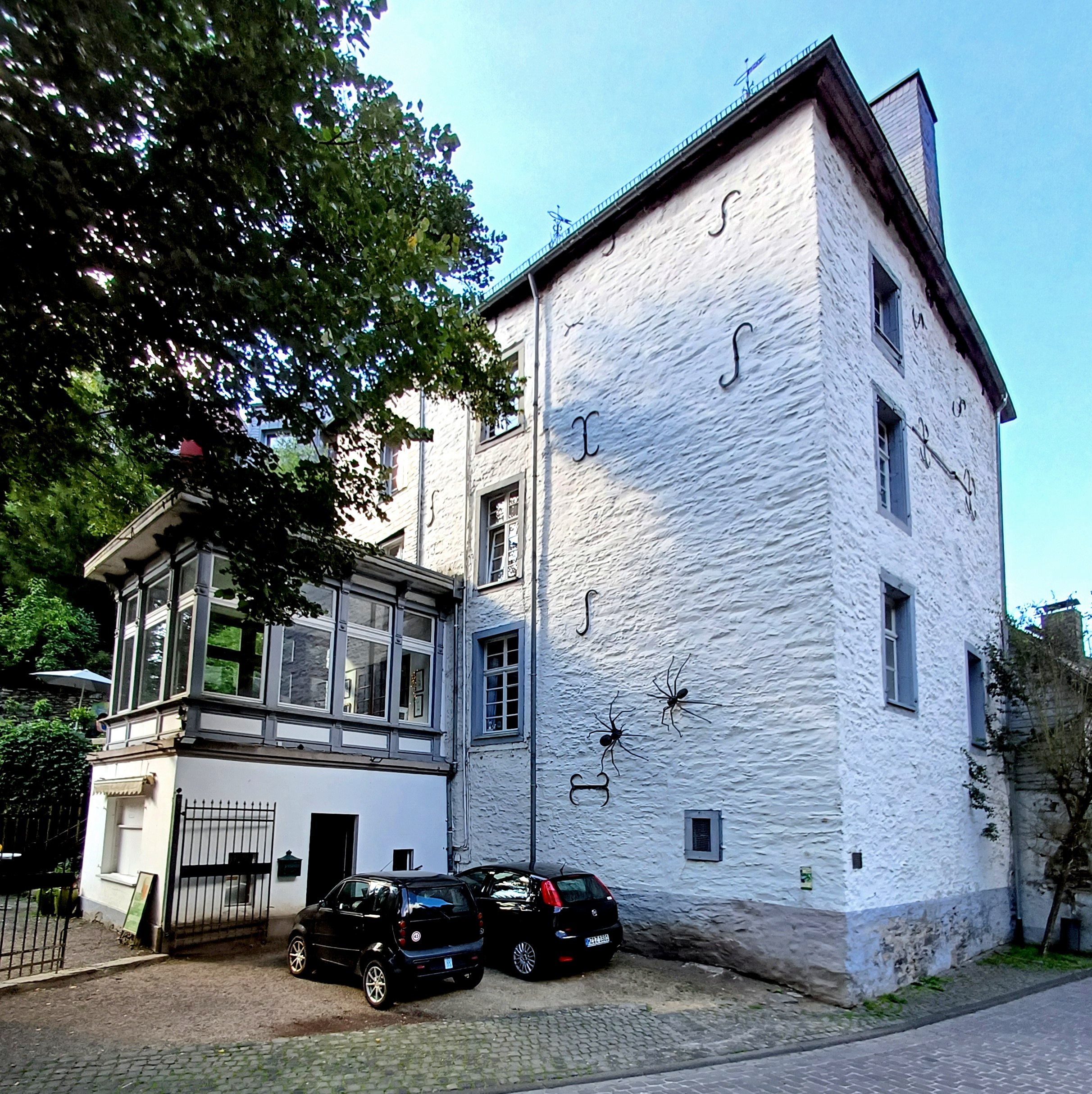
Haus zum Turm, Südl. Ansicht
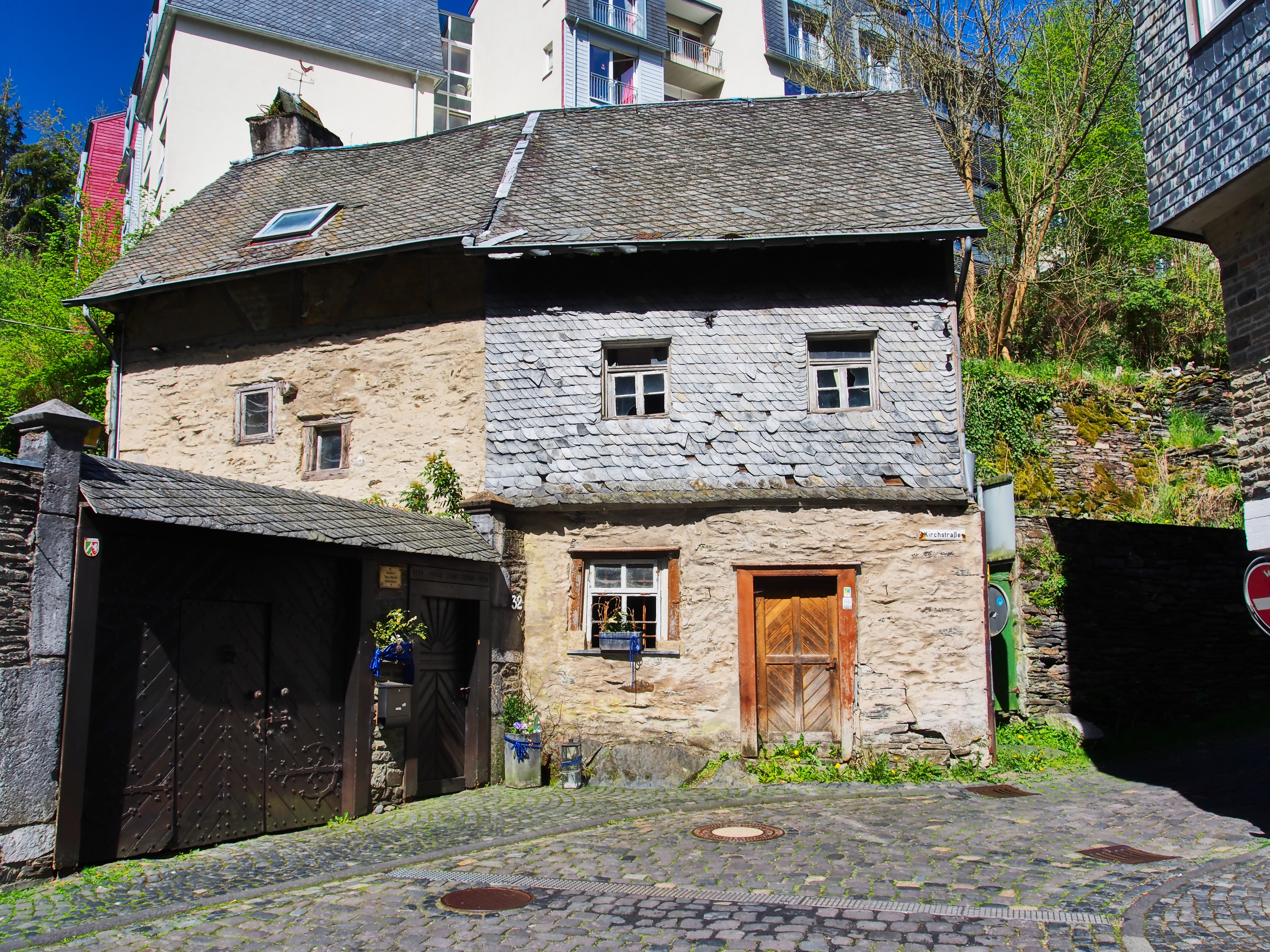
Seitl. Anbauten 17. Jh. und Hauptzugang

Das Haus zum Turm (in einigen Quellen auch Haus am Turm genannt) ist Teil eines Gebäudeensembles an der Ecke Kirchstraße 32–Stadtstraße in Monschau in der Städteregion Aachen. Das Turmhaus ist Teil der alten Stadtbefestigung und wurde 1351 erbaut, wodurch es das älteste Wohnhaus der Stadt ist. Zusammen mit den Anbauten aus dem 17. und 18. Jahrhundert wurde es 1984 unter Denkmalschutz gestellt.

## Geschichte
Der Bau des Turmhauses geht zurück auf Johann Rummel, Forstmeister von Monschau und Besitzer des Lehns Hetzingen, der 1348 von dem Grafen Johann von Monschau-Valkenburg, Besitzer der Burg Monschau, den Auftrag bekommen hatte, im Bereich der alten Stadtmauer von Monschau am Ufer der Rur, ein Burghaus angelehnt an das ehemalige Stadttor, „Achter Pforte“ oder „Luxemburger Pforte“ genannt, zu erbauen. Das Haus selbst gehörte damit zum Bestand der Burgherren und Rummel sollte es als Dienstwohnung bewohnen, um von dort aus den Zugang zur Burg und zur Stadt zu überwachen und zu sichern. Wegen seines Hetzinger Lehns erhielt das neue Turmhaus von Johann Rommel auch den Namen „Hetzinger Hof“. Nach seinem Tod erhielt um 1370 zunächst Maria, eine Nichte des Burgherren Reinhard von Schönau das Haus zugesprochen, bevor es dann Jahrzehnte später und nach einigen weiteren Besitzerwechseln von 1490 bis 1596 der Familie Engelbrechts, danach bis 1652 der Familie von der Hardt und anschließend bis etwa zur Zeit der französischen Besatzung der Familie Strauven als Lehn zugesprochen wurde. Auf diese Familie gehen sowohl die weiteren Anbauten mit der heutigen Adresse Kirchstraße 32 zurück, die im 17. Jahrhundert errichtet worden waren, als auch der dreigeschossige Umbau des Turmhauses zum Wohnhaus. Nachdem während der französischen Besatzungszeit zwischen 1794 und 1815 die Burg von den neuen Machthabern zu Staatseigentum erklärt und an Privatleute verkauft worden war, endete das Lehnsrecht für das Gebäudeensemble mit dem Haus zum Turm und damit auch die Besitzverhältnisse.
Mit dem Abzug der Franzosen im Jahr 1815 und dem Beginn der preußischen Verwaltung ließ sich der Pfarrerssohn Johann Karl Wilhelm Scheibler (1783–1847) aus Bergisch Neukirchen als eigenständiger Tuchfabrikant in Monschau nieder und kaufte die gesamte Immobilie Kirchstraße 32 mit dem Haus zum Turm, in dem dann im Jahr 1820 sein erster Sohn und späterer Großindustrieller Karl Wilhelm Scheibler geboren wurde. Über mehrere Generationen hinweg blieb nur mit einer kurzen Unterbrechung der Gebäudekomplex im Besitz der Familie Scheibler, bis der letzte Besitzer Helmuth Scheibler ihn 1958 an den Architekten Helmut Müller veräußerte. Dieser legte im Garten einen Minigolfplatz an, der von den späteren Besitzern zusätzlich gastronomisch genutzt wurde.
Nach zwischenzeitlichem Leerstand übernahm 2009/2010 Carla Gießing zusammen mit ihrem Partner, dem Aachener Künstler Manfred Beumers, das Gebäudeensemble und sie richteten zugleich im Tuchschererhaus Monschaus die Galerie Beumers ein, die von beiden zuvor in Aachen betrieben worden war. Anlässlich des Todes von Manfred Beumers im Jahr 2013 führte seine Partnerin die Galerie noch bis 2020 und überführte anschließend die vorbliebenen Werke als „Sammlung Beumers“ in das Haus zum Turm. Weil der bauliche Zustand des Gebäudekomplexes nicht mehr zeitgemäß war und die Bausubstanz unter den fehlenden Sanierungen in den letzten Jahrzehnten gelitten hatte, wurde ab 2022 der gesamte Gebäudekomplex mit Hilfe der „Immobilien-Standort-Gemeinschaft (ISG) Monschau“, öffentlichen Geldern, der Lotterie GlücksSpirale und mit der Deutschen Stiftung Denkmalschutz (DSD) kernsaniert und restauriert. Im Jahr 2024 wurden die Arbeiten abgeschlossen und der gesamte Komplex dient seitdem der Besitzerin Gießing weiterhin als Wohnstätte und „halböffentliche“ Galerie, in der sie nach Absprache geladenen Gästen einen Einblick auf die Kunstwerke der Sammlung Beumers, darunter Werke von Beumers selbst sowie von Hartmut Ritzerfeld, Win Braun und Theodor Brün ermöglicht.

## Baucharakteristik

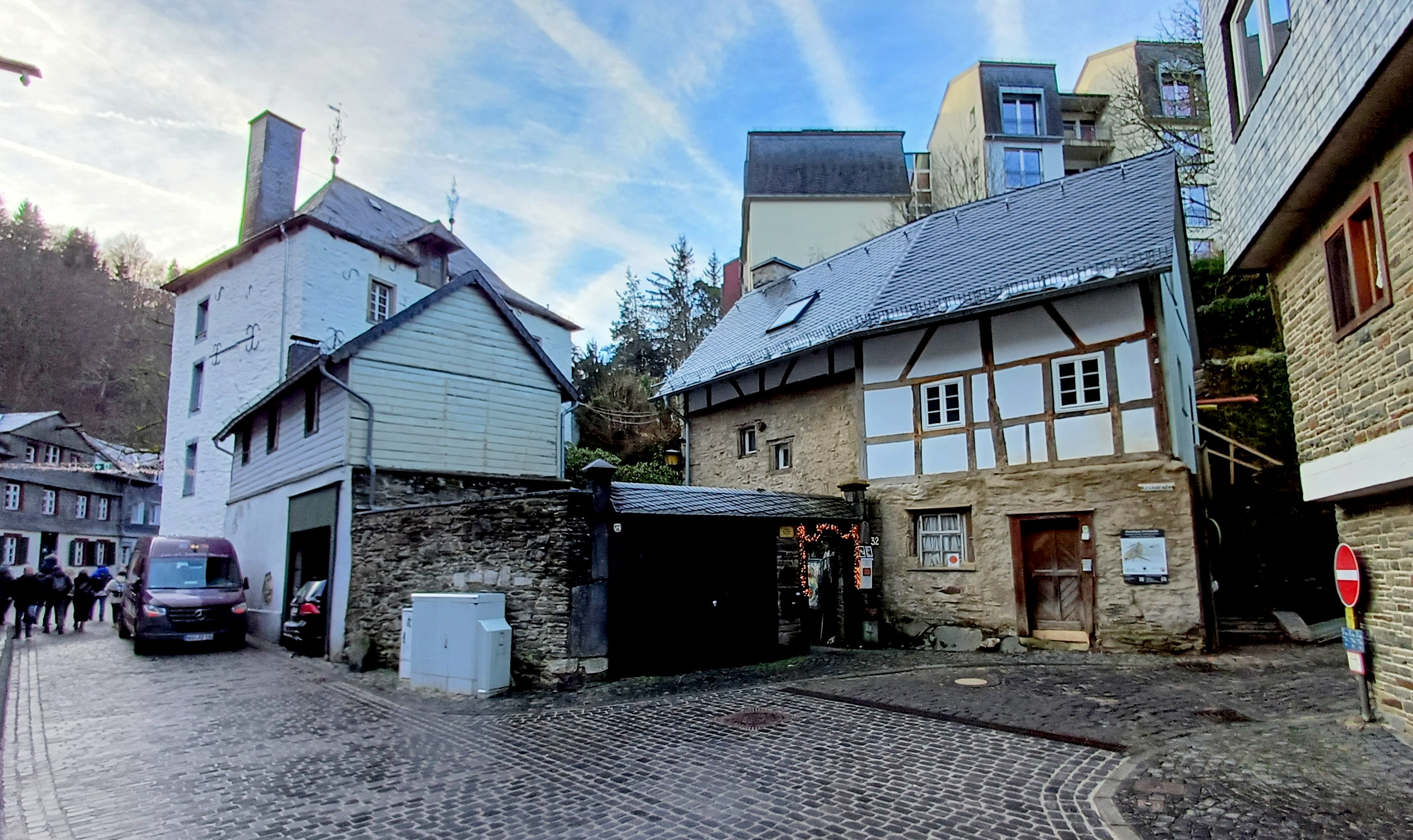
Blick von Norden mit Anbau aus dem 17. Jh.

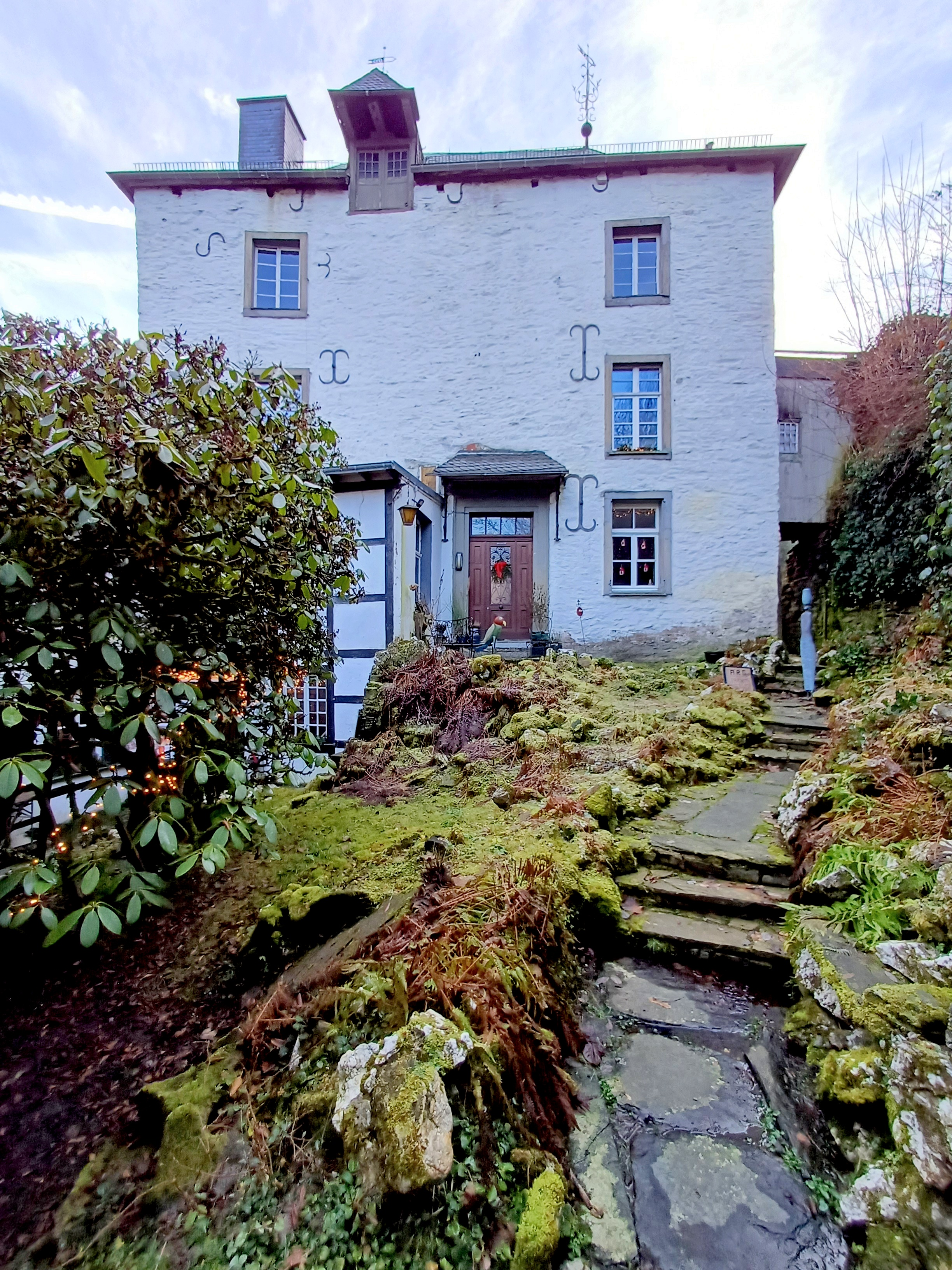
Rückseite mit Garten

Das Haus zum Turm aus dem Jahr 1351 und das gegenüberliegende Haus Kirchstraße 32 aus dem 17. Jahrhundert bilden mit einem kleinen Anbau zum Turmhaus entlang der Stadtstraße und dem Torbereich ein bauliches Ensemble, das einen schmalen, hangseitig offenen Innenhof umgrenzt.
Das aus massiven Bruchsteinen rechteckig erbaute Turmhaus lehnte sich einst mit seiner ruraufwärts liegenden Südseite an das um 1700 abgerissene Stadttor („Achter Pforte“ / „Luxemburger Pforte“) an, weswegen diese Fassade fensterlos ist und die Ostseite Richtung Rur nur drei in einer Achse übereinander liegende Fenster aufweist. Es ruht auf einem über Straßenniveau liegenden massiven Hochkeller, weswegen das Haus optisch zwar viergeschossig ist, wohntechnisch jedoch nur dreigeschossig. In seiner Ost-West-Ausrichtung zieht es über drei Fensterachsen, wobei die Westfassade selbst bis auf ein kleines Lüftungsfenster fensterlos blieb und mit Schiefertafeln verkleidet ist. Das Turmhaus ist mit einem Walmdach abgedeckt, das an seiner Nordseite einen Kragträger für einen Lastenaufzug aufweist.
Mehrere Um- und Anbauten am Turmhaus aus der Zeit der Umgestaltung im 18. Jahrhundert ergänzten den Bedarf für mehr Wohn- und Lagerflächen. So erhielt beispielsweise die untere Hochparterre-Wohnung an ihrer Südseite einen imposanten Glasanbau, der auf einen auf Kellerniveau stehenden Garagentrakt aufgesetzt wurde. Des Weiteren entstand vom Turmhaus zur Straßenecke an der Kirchstraße hin ein zweigeschossiges, im unteren Bereich fensterloses und mit einem Satteldach ausgestattetes Wirtschaftsgebäude, das wiederum verbunden ist mit den Resten der alten Stadtmauer.
Der Zugang zum Haus zum Turm verläuft durch ein großes dunkles antikes Holztor und weiter durch den schmalen Innenhof. Diese Toranlage ist verbunden mit der straßenseitigen Stadtmauer und dem Doppelhaus Kirchstraße 32 aus dem 17. Jahrhundert. Über dem Türeingang finden sich im Türsturz die Gravuren „1351 – Haus zum Turm – 1958“, die auf das Erbauungsjahr des Turmhauses und das Jahr der letzten größeren Sanierung hinweisen.
Das traufständige, zweigeschossige freistehende Wohnhaus Kirchstraße 32 wurde als innen offenes Doppelhaus erbaut, dessen rechte, nördliche Hälfte über einem einräumigen und ebenfalls überhöhten Felsenkeller liegt, der seinen Eingang zur Kirchstraße hin hat. Das darüber liegende über beide Hausanteile gehende Hochparterre aus unverputztem Bruchstein umfasst lediglich zwei Räume und ist nur über die beiden Giebelseiten des Hauses zugänglich. Das Obergeschoss ist in Fachwerkbauweise errichtet, in Teilen mit Schieferplatten und Holzbrettern isoliert sowie mit einem Satteldach abgedeckt, das auf einer Dachstuhlkonstruktion aus Eichenholz aufgesetzt ist.
Rückseitig grenzt das Haus an den Felshang, der im unteren Bereich sowohl zum Haus hin als auch bis zum Turmhaus als Terrassengarten mit vielen kleinen schattigen Ruheplätzen und einer Grillanlage ausgebaut wurde und sowohl über den Innenhof als auch über eine Dachgaube mit Terrassentür und Steg im Obergeschoss von Haus Kirchstraße aus zugängig ist.